# Gastrimargus verticalis
Gastrimargus verticalis är en insektsart som först beskrevs av Henri Saussure 1884.  Gastrimargus verticalis ingår i släktet Gastrimargus och familjen gräshoppor.

## Underarter
Arten delas in i följande underarter:
- G. v. verticalis
- G. v. mpwapwae